# Anđela Horvat
Anđela Horvat (Krašić, 18. ožujka 1911. – Zagreb, 26. rujna 1985.) bila je hrvatska konzervatorica i prva povjesničarka umjetnosti u redovnom članstvu HAZU-a. Kao jedna od prvih djelatnika Hrvatskog državnog konzervatorskog zavoda u Zagrebu, bila je važna ličnost za osnuće konzervatorske struke u Hrvatskoj.
Njezin rad predstavlja »temelj cjelovitog pregleda hrvatske likovne umjetnosti«.

## Životopis
Horvat je rođena u Krašiću 18. ožujka 1911. godine. Njezin otac radio je kao učitelj u krašićkoj školi. Upisala je Realnu gimnaziju Družbe sestara milosrdnica u Zagrebu i maturirala 1931. godine, nakon čega je upisala povijest i povijest umjetnosti na Filozofskom fakultetu u Zagrebu. Diplomirala je povijest umjetnosti i klasičnu arheologiju 1935. godine te se zaposlila kao nastavnica u svojoj bivšoj gimnaziji u Zagrebu i u realnoj gimnaziji u Sisku, povremeno je predavala i biologiju.
Godine 1941. upoznaje Gjuru Szabu, koji ju preporučuje glavnom konzervatoru Ljubi Karamanu. Iste godine prekida rad u sisačkoj gimnaziji i zapošljava se u prvome timu Konzervatorskoga zavoda u Zagrebu, ključnoj instituciji za konzervatorsku struku u Hrvatskoj, u kojoj je pomagala oko organizacije te sistematizacije građe. Isprva je djelovala kao asistentica, u dokumentaciji spomenika, a nedugo nakon započela je terenski rad. Prvi izlazak na teren bio joj je u Zagorje s Ljubom Karamanom. Napredovala je s vremenom u znanstvenu suradnicu i znanstvenu savjetnicu u Zavodu.
Godine 1956. doktorirala je na Filozofskome fakultetu tezom Spomenici arhitekture i likovnih umjetnosti u Međimurju, čime je postala prva doktorica povijesti umjetnosti na Sveučilištu u Zagrebu. Godine 1959. Horvat je izabrana za suradnicu Razreda za likovne umjetnosti JAZU-a. Zatim je 1973. godine potvrđena kao izvanredna članica, a 1983. primljena je u redovno članstvo. Time je postala prva povjesničarka umjetnosti i druga žena primljena u redovno članstvo Akademije nakon Ivane Brlić-Mažuranić.
Godine 1979. dobila je Republičku nagradu za životno djelo.
Preminula je iznenadno u svojem stanu u Dalmatinskoj ulici 10, u Zagrebu, 26. rujna 1985. godine, a pokopana je na groblju Mirogoj. Svu osobnu i stručnu dokumentaciju, kao i svoje putne bilježnice, ostavila je Nadbiskupskom i kaptolskom arhivu u Zagrebu. Povodom stote godišnjice rođenja posvećen joj je znanstveni skup Društva povjesničara umjetnosti Hrvatske 2011. godine.

## Znanstveni rad
Znanstveni rad Anđele Horvat bavio se spomenicima kulture i urbanističkim cjelinama u kontinentalnoj Hrvatskoj od dolaska Hrvata do razdoblja secesije. Jedno od glavnih obilježja njezinog rada bilo je posjećivanje povjesnoumjetnički slabo dokumentiranih krajeva Zagorja, Međimurja, Podravine, Moslavine i Slavonije, gdje je prva dokumentirala, opisala i umjetnicima atribuirala mnoga kulturna dobra. Bavila se svim vrstama spomenika, profanim i sakralnim, bez obzira na medij.
Jedno od zanimanja bila joj je povijesni razvoj zaštite spomenika u Hrvatskoj, pri čemu je isticala probleme u valorizaciji i zaštiti spomenika i uvela pojam »kreativnog konzervatorstva«.
U časopisu Hrvatski planinar objavljivala je putopise o svojim planinarskim podvizima na Alpama, Jahorini, Mosoru, Gorskom kotaru i Samoborskom gorju. Njezini suradnici tvrdili su da je »pješice prešla 50 000 kilometara i evidentirala više od 4000 spomenika na 3000 lokaliteta«.
Surađivala je s Jugoslavenskim leksikografskim zavodom na Enciklopediji Jugoslavije, Enciklopediji likovnih umjetnosti i Likovnoj enciklopediji Jugoslavije, pišući o pojedinim spomenicima, naseljima, zaseocima i gradovima. Usto je bila urednica za poglavlja o hrvatskoj umjetnosti u Encyclopedia of World Art, objavljenoj 1976. godine.

### Putne bilježnice
Horvat je na svoje ekspedicije nosila putne bilježnice, kojima je nadjenula latinsko ime »Vade mecum« ('Idi sa mnom'). Bilježnice su bile u A5 formatu, a u njima je opisivala i crtala spomenike koje je pronašla.
Prve bilješke sadrže podatke o duljini prijeđenog puta, troškovima, broju snimljenih filmova i fotografija te broju posjećenih objekata. Broj objekata razrađivan je prema tipu (pokretni ili nepokretni) i prema vrsti (npr. crkve, parkovi, dvorci, kuće). Bilješke su bile organizirane prema nadnevku, a stranice numerirane, s abecednim popisom lokaliteta na kraju svake bilježnice.

## Djela
- Konzervatorski rad kod Hrvata, 1944.
- Spomenici arhitekture i likovnih umjetnosti u Međimurju, 1956.
- Između gotike i baroka. Umjetnost kontinentalnog dijela Hrvatske od oko 1500. do oko 1700., 1975.
- Barok u kontinentalnoj Hrvatskoj, 1982.
- Gotika u Hrvatskoj (u: Gotika u Sloveniji i Hrvatskoj), 1984.